# Fuktängsjordfly
Fuktängsjordfly, Diarsia dahlii är en fjärilsart som först beskrevs av Jacob Hübner 1813.   Fuktängsjordfly ingår i släktet Diarsia, och familjen nattflyn, Noctuidae. Arten  har livskraftiga, LC, populationer i både Sverige och Finland. Två underarter finns listade i Catalogue of Life, Diarsia dahlii nana Staudinger, 1897 och Diarsia dahlii tibetica Boursin, 1954.

## Bildgalleri

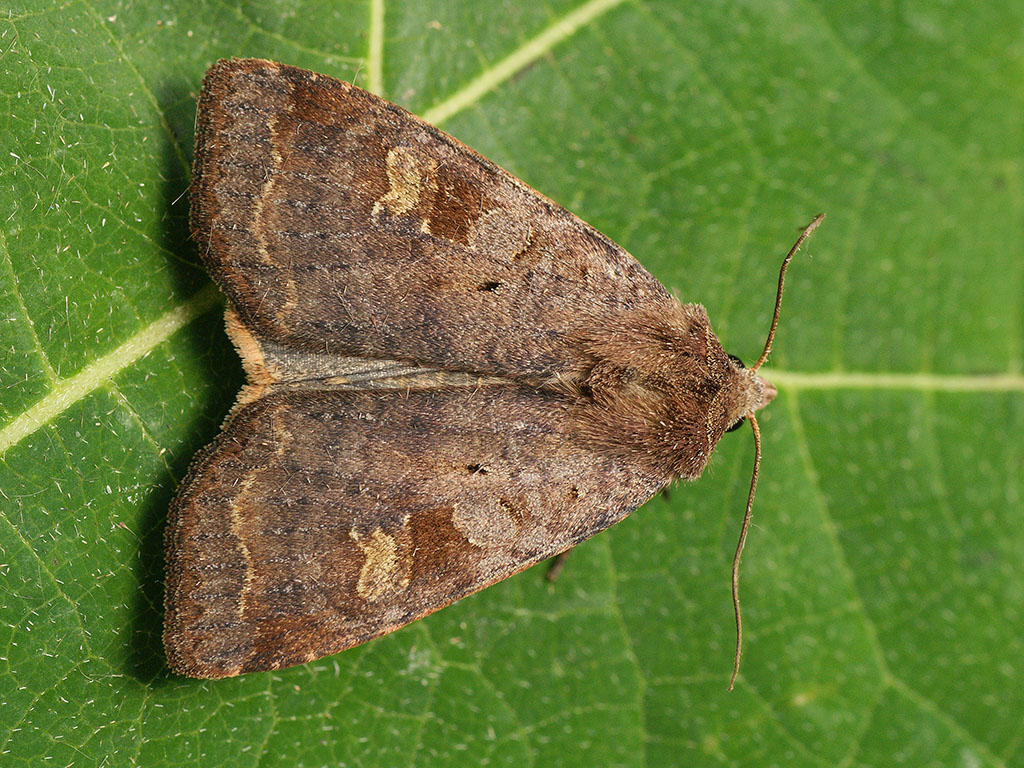
Imago fjäril
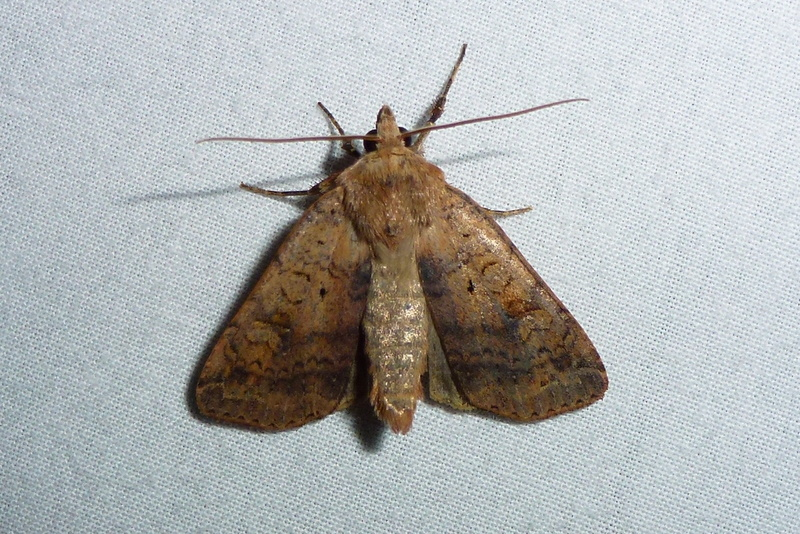
Imago fjäril
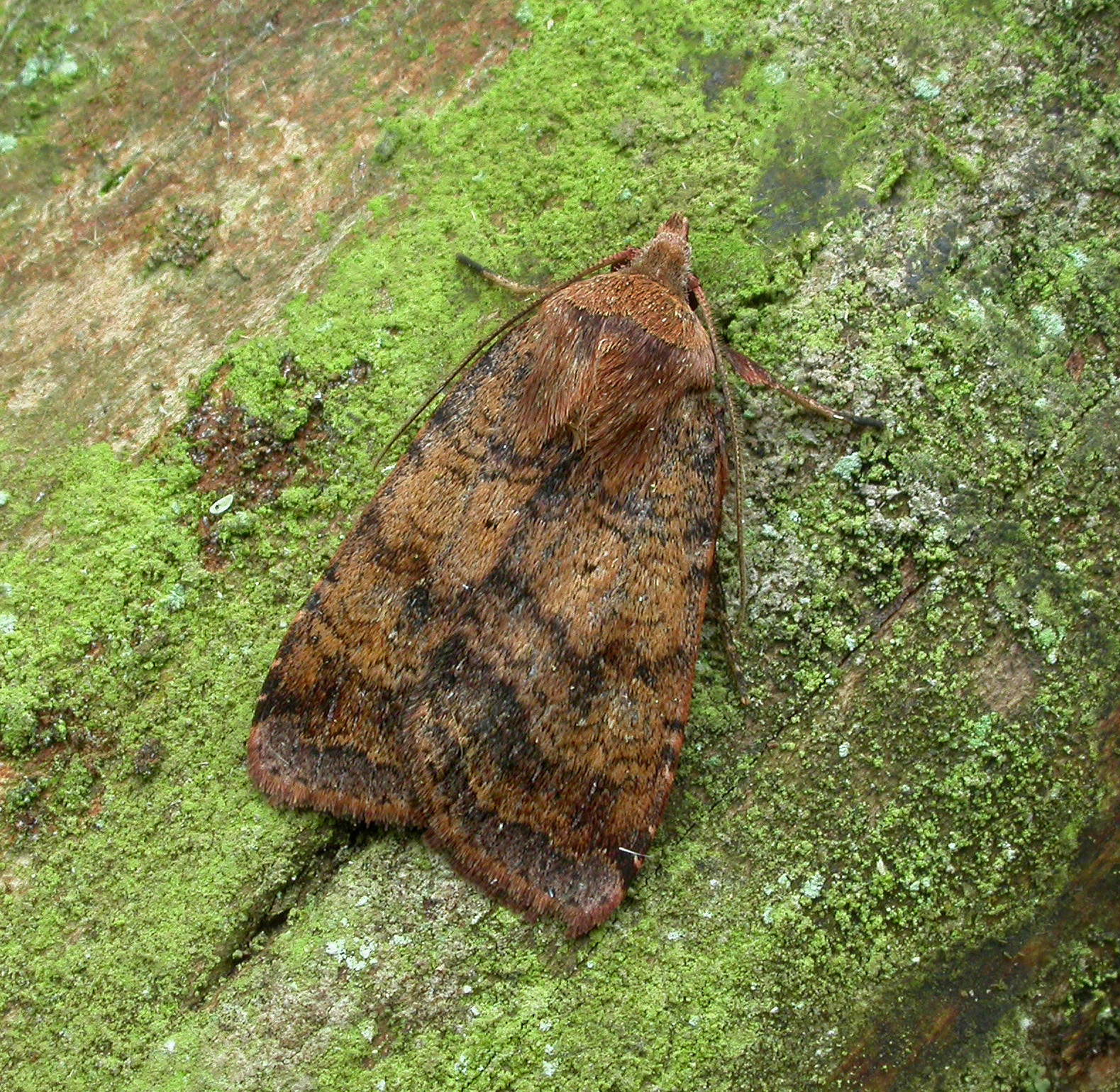
Imago fjäril